# Marques Tuiasosopo
(en) Statistiques sur pro-football-reference
Marques Tavita Tuiasosopo (né le 22 mars 1979 à Long Beach) est un joueur et entraîneur américain de football américain. Il est le fils de l'ancien joueur Manu Tuiasosopo ainsi que le frère de Zach Tuiasosopo et Matt Tuiasosopo, jouant lui en Major League Baseball.

## Enfance
Marques habite à Woodinville près de Seattle. Considéré comme un excellent athlète, il s'illustre dans l'équipe de baseball de la Woodinville High School où il étudie. En 1997, après avoir terminé ses études, il est sélectionné au vingt-huitième tour du draft de la Major League Baseball par les Twins du Minnesota. Marques décide de ne pas se lancer dans une carrière dans le baseball et décide d'aller à l'université pour jouer au football américain. Jouant au poste de quarterback et de safety au lycée, il est recruté pour ses qualités défensives.
Il accepte une proposition de l'université de Washington, basé à Seattle.

## Carrière

### Université
En septembre 1997, il est appelé à entrer en cours de match contre la redoutable équipe des Cornhuskers du Nebraska dans un match diffusé à la télévision. Le quarterback Brock Huard se blesse. Tuiasosopo fait ses premiers pas en NCAA et parcourt 270 yards à la passe et envoie deux passes pour touchdown. Malgré la défaite 27-14, Tuiasosopo impressionne. Lors d'un match contre l'université de l'Oregon, ses passes parcourent 261 yards mais il ne peut empêcher la défaite 31-28.
En 1998, l'entraineur Jim Lambright est remplacé par Rick Neuheisel et nomme Marques comme quarterback titulaire. En octobre 1999, Tuiasosopo devient le premier joueur de l'histoire de la NCAA à parcourir 300 yards à la passe et 200 yards individuellement sur des courses, lors d'un match contre les Cardinal de Stanford.
En 2000, Marques remporte avec les Huskies le titre de champion de la conference Pac 10 et remporte le Rose Bowl contre les Boilermakers de Purdue 34-24 dans un match où il est nommé MVP. Washington termine la saison avec un score de 11-1, terminant troisième au niveau national. Marques finit huitième aux votes pour le Trophée Heisman.

### Professionnel
Marques Tuiasosopo est sélectionné au second tour du draft de la NFL de 2001 par les Raiders d'Oakland au cinquante-neuvième choix. Lors de ses débuts en NFL, il est troisième quarterback de l'équipe derrière Rich Gannon et Kerry Collins. Il est sur le banc des remplaçant lors du Super Bowl XXXVII, perdu face aux Buccaneers de Tampa Bay 48-21. Lors de la saison 2003, à Monday Night Football, il entre en cours de deuxième période et parcourt à la passe 224 yards. Cela se conclut par une place de titulaire la semaine suivante mais il ne confirme pas, ne parcourant que soixante-cinq yards à la passe et se faisant intercepté un ballon. Il ne commence plus aucun match jusqu'en 2005 où il n'arrive pas à emmener son équipe à la victoire. Les Raiders terminent avec 4-12 en 2005. Il fait une saison 2006 similaire aux autres et est libéré à la fin de la saison.
Le 21 mars 2007, Tuiasosopo signe un contrat d'un an avec les Jets de New York mais il se blesse avant le début de la saison et déclare forfait pour la saison 2007. Les dirigeants des Jets ne le font pas resigner et le contrat de Marques expire.
Le 22 mai 2008, il revient chez les Raiders où il signe un contrat d'un an mais là non plus il ne joue presque pas et prend sa retraite dès la saison écoulée.

### Entraîneur
Retournant à l'université de Washington en 2009, il devient membre du staff technique de Steve Sarkisian. Après deux saisons correctes, il signe, en 2011, avec les Bruins d'UCLA dans le staff de Rick Neuheisel. Après le renvoi de Neuheisel, Tuiasosopo est conservé au sein du nouveau staff technique de Jim Mora, mais comme entraîneur des tight ends. Cependant, il décide de retourner à Washington pour devenir entraîneur des quarterbacks des Huskies en 2013, toujours sous la houlette de Sarkisian.
Après la saison régulière, Sarkisian accepte le poste d'entraîneur des Trojans d'USC, laissant l'équipe sans entraîneur pour le Fight Hunger Bowl auquel s'est qualifié Washington. Marques est nommé entraîneur par intérim et remporte le bowl face aux Cougars de BYU. Tuiasosopo décide de quitter l'université de Washington, peu après sa première victoire comme head coach, pour rejoindre Steve Sarkisian à USC, comme entraîneur des tight ends et adjoint.

## Statistiques
En six saisons en NFL, Tuiasosopo a joué treize matchs dont deux comme titulaire, réussit quarante-neuf passes sur quatre-vingt-dix tentées (54,4 % de réussite) pour 554 yards, deux passes pour touchdown et sept passes interceptées.